# Riku Riski
Riku Riski (ur. 16 sierpnia 1989 w Turku) – fiński piłkarz występujący na pozycji pomocnika w Turun Palloseura.

## Życiorys
Riski jest wychowankiem Maskun Palloseura. W 2006 roku przeniósł się do Turun Palloseura. Dopiero w trzecim roku występów w tym klubie stał się podstawowym zawodnikiem drużyny. 19 października 2008 roku w wygranym 4:1 meczu z FC KooTeePee, zaliczył pierwszego w karierze hat-tricka. W 2010 roku zdobył wraz z TPS Puchar Finlandii, dzięki czemu zespół awansował do rozgrywek międzynarodowych. Riski zagrał w jego barwach cztery spotkania w eliminacjach do Ligi Europy. Fiński klub zwyciężył w I rundzie z walijskim Port Talbot (3:1, 4:0), natomiast w II rundzie odpadł po dwumeczu z belgijskim Cercle Brugge (1:0, 1:2).
12 stycznia 2011 roku Riski podpisał 3,5-letni kontrakt z Widzewem Łódź. Pierwszy występ w barwach „Czerwono-biało-czerwonych” zanotował 27 lutego w przegranym pojedynku z Lechem Poznań. Jesienią 2011 roku Fin zagrał tylko w trzech spotkaniach Widzewa, a następnie został wypożyczony do szwedzkiego Örebro SK. Już w pierwszym meczu wpisał się na listę strzelców, ale jego drużyna przegrała 1:2 z AIK Fotboll. Örebro nie skorzystało z opcji pierwokupu, jednakże zawodnik znalazł angaż w norweskim Hønefoss BK.
30 grudnia 2013 roku podpisał czteroletni kontrakt z Rosenborgiem. W sierpniu 2015 został wypożyczony do IFK Göteborg.

## Kariera piłkarska
| Sezon       | Klub             | Kraj      | Rozgrywki      | Mecze | Bramki |
| ----------- | ---------------- | --------- | -------------- | ----- | ------ |
| 2006        | Turun Palloseura | Finlandia | Veikkausliiga  | 9     | 1      |
| 2007        | Turun Palloseura | Finlandia | Veikkausliiga  | 6     | 0      |
| 2008        | Turun Palloseura | Finlandia | Veikkausliiga  | 20    | 5      |
| 2009        | Turun Palloseura | Finlandia | Veikkausliiga  | 22    | 5      |
| 2010        | Turun Palloseura | Finlandia | Veikkausliiga  | 25    | 6      |
| 2010/11 (w) | Widzew Łódź      | Polska    | Ekstraklasa    | 9     | 0      |
| 2011/12 (j) | Widzew Łódź      | Polska    | Ekstraklasa    | 3     | 0      |
| 2011 (j)    | Örebro SK        | Szwecja   | Allsvenskan    | 7     | 1      |
| 2012        | Hønefoss BK      | Norwegia  | Tippeligaen    | 26    | 10     |
| 2013        | Hønefoss BK      | Norwegia  | Tippeligaen    | 29    | 10     |
| 2014        | Rosenborg BK     | Norwegia  | Tippeligaen    | 23    | 7      |
| 2015        | Rosenborg BK     | Norwegia  | Tippeligaen    | 16    | 1      |
| 2015        | IFK Göteborg     | Szwecja   | Allsvenskan    | 11    | 1      |
| 2015/16     | Dundee United    | Szkocja   | Premier League | 3     | 0      |
| 2016        | Odds BK          | Norwegia  | Tippeligaen    | 14    | 0      |
| 2017        | Odds BK          | Norwegia  | Tippeligaen    | 23    | 2      |

## Kariera reprezentacyjna
W reprezentacji Finlandii Riski zadebiutował 9 lutego 2011 r. w zremisowanym 1:1 towarzyskim meczu z Belgią. 25 marca tego roku zdobył bramkę w nieoficjalnym spotkaniu z Turcją B (1:0).